# Галлезе
Галлезе, Ґаллезе (італ. Gallese) — муніципалітет в Італії, у регіоні Лаціо, провінція Вітербо.
Галлезе розташоване на відстані близько 55 км на північ від Рима, 25 км на схід від Вітербо.
Населення — 2934 особи (2014).
Щорічний фестиваль відбувається 8 серпня. Покровитель — San Famiano.

## Демографія
Населення за роками:

Станом на 1 січня 2023 року в муніципалітеті офіційно проживало 209 іноземців з 33 країн, серед них 97 громадян країн Євросоюзу та 11 громадян України.

## Пероналії
- Марин I (? — 884) — сто дев'ятий папа Римський (16 грудня 882—15 травня 884), син священника Палумбія з Тоскани.

## Сусідні муніципалітети
- Кальві-делл'Умбрія
- Чивіта-Кастеллана
- Корк'яно
- Мальяно-Сабіна
- Орте
- Отриколі
- Вазанелло
- Віньянелло